# Jürgen Vormeier
Jürgen Vormeier (* 26. Januar 1954 in Hannover) ist ein deutscher Jurist. Er war von 1999 bis 2019 Richter am Bundesverwaltungsgericht, von November 2011 Vorsitzender Richter.

## Leben und Wirken
Vormeier trat nach Abschluss seiner juristischen Ausbildung im Juli 1982 in den Justizdienst des Landes Niedersachsen ein und wurde dem Verwaltungsgericht Hannover zugewiesen. Es folgte eine Abordnung an den Landkreis Göttingen sowie 1988 bis 1991 als wissenschaftlicher Mitarbeiter an das Bundesverfassungsgericht. 1991 erfolgte seine Versetzung in die Gerichtsbarkeit des Landes Schleswig-Holstein und die Ernennung zum Richter am Oberverwaltungsgericht. 1993 wechselte Vormeier an das Niedersächsische Justizministerium. Dort wurde er 1996 zum Ministerialrat ernannt.
Nach der Ernennung zum Richter am Bundesverwaltungsgericht im September 1999 wies das Präsidium Vormeier zunächst dem 10. Revisionssenat, der zum damaligen Zeitpunkt für das Reise- und Umzugskostenrecht sowie das Trennungsgeldrecht zuständig war, sowie den beiden seinerzeit bestehenden Disziplinarsenaten zu. 2001 wechselte er in den seinerzeit u. a. für das Schul-, Hochschul- und Prüfungsrecht, das Personalvertretungsrecht, das Telekommunikationsrecht, das Vereins- und Versammlungsrecht, das Waffenrecht sowie das Polizei- und Ordnungsrecht zuständigen 6. Revisionssenat. Nach der Ernennung zum Vorsitzenden Richter im November 2011 übernahm Vormeier den Vorsitz des 5. Revisionssenats, der u. a. für das Fürsorgerecht einschließlich des Asylbewerberleistungsrechts, das Schwerbehinderten-, Mutterschutz-, Jugendhilfe-, Jugendschutz- und Ausbildungsförderungsrecht sowie das Personalvertretungsrecht zuständig ist. Vormeier trat am 30. September 2019 in den Ruhestand.